# Gustav Götzinger
Gustav Götzinger (* 2. Juli 1880 in Neu Serovitz bei Znaim; † 8. Dezember 1969 in Preßbaum bei Wien) war ein österreichischer Geologe.

## Leben
Götzinger war Sohn eines Gutsverwalters und studierte an der Universität Wien Geographie und Geologie mit der Promotion 1905 mit einer Arbeit über die Entwicklung von Bergrückenformen. Er war seit 1903 Assistent am Geographischen Institut und seit 1905 zunächst als Volontär an der k.k. Geologischen Reichsanstalt. Dort blieb er, seit 1912 fest angestellt. 1932 wurde er Bergrat und 1936 erhielt er den Professorentitel. 1938 wurde er Direktor der Geologischen Bundesanstalt. Nach dem Anschluss Österreichs im selben Jahr musste er von diesem Posten zurücktreten, wurde aber nach dem Zweiten Weltkrieg wieder Direktor und baute die Geologische Bundesanstalt wieder auf. Auch am Entwurf des damals erlassenen Lagerstättengesetzes war er beteiligt. Im Januar 1950 ging er in den Ruhestand, forschte aber noch zehn Jahre weiter. Er war Wirklicher Hofrat.
Götzinger befasste sich als Schüler von Albrecht Penck vor allem mit Glazialgeologie des Quartärs. Er war Mitgründer der International Union for Quaternary Research (INQUA), 1932 bis 1951 war er deren Präsident und danach deren Ehrenpräsident. 1936 organisierte er die dritte Quartärkonferenz der INQUA in Wien.
Außerdem befasste er sich auch mit Karstgebieten, die er zuerst als Mitglied der Adriaforschungsgruppe 1909 bis 1911 kennenlernte, und mit Höhlenforschung – er war Mitglied der Bundeshöhlenkommission. Außerdem kartierte er in der Flyschzone des Voralpengebietes zum Beispiel im Wienerwald. Er befasste sich mit Seenforschung (Lunzer See) und der Frage von Erdöl- und Braunkohlevorkommen sowie von Rutschungen im Flysch- und Molassegebiet.
1947 bis 1950 war er im Vorstand der Geologischen Gesellschaft und 1952 bis 1955 Präsident der Geographischen Gesellschaft und danach Ehrenpräsident. 1954 erhielt er den Preis für Naturwissenschaften der Stadt Wien. Er war Ehrenbürger von Preßbaum.

## Veröffentlichungen
- mit Helmut Becker: Zur geologischen Gliederung des Wienerwaldflysches (Neue Fossilfunde). In: Jahrbuch der Geologischen Bundesanstalt. Band 82, Wien 1932, S. 343–396 (zobodat.at [PDF; 3,4 MB]).
- mit Helmut Becker: Neue Fossilfunde im Wienerwaldflysch. Anz. Österr. Akad. Wiss. Wien, 10, Wien 1932.
- mit Helmut Becker: Neue Fährtenstudien im ostalpinen Flysch. In: Senckenbergiana. 16, Frankfurt am Main 1934, S. 77–94.
- Analogien im Eozänflysch der mährischen Karpaten und der Ostalpen. Ber. Reichsamt Bodenforsch., 139-160, Wien 1944 (1943).
- Neue Funde von Fossilien und Lebensspuren und die zonare Gliederung des Wienerwaldflysches. In: Jahrbuch der Geologischen Bundesanstalt. Band 94, Wien 1951, S. 223–272.